# Ponte Shimotsui-Seto

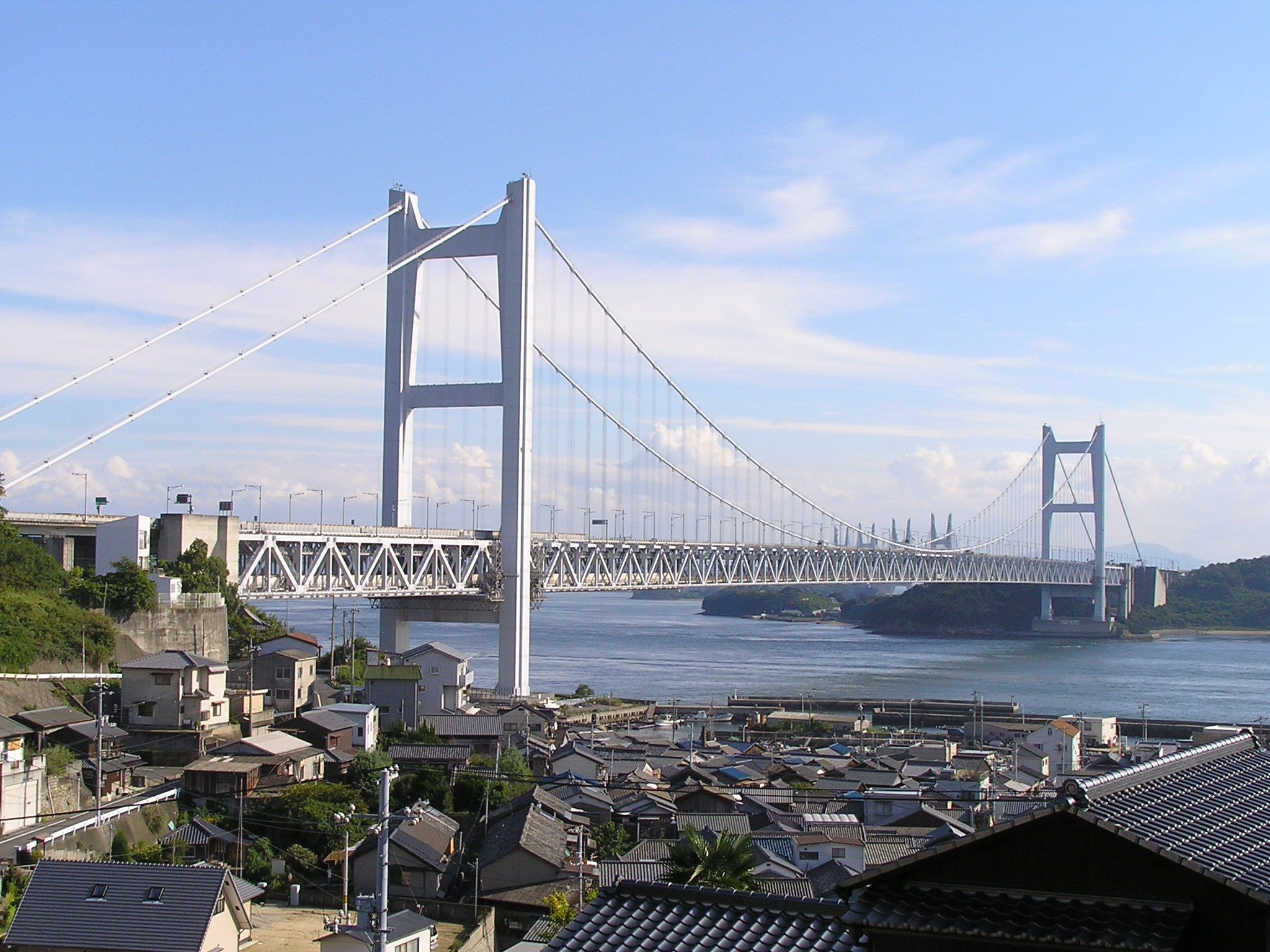
Ponte Shimotsui-Seto

A ponte Shimotsui-Seto (下津井瀬戸大桥, Shimotsui Seto Ō-hashi) é uma ponte pênsil inaugurada em 1988, e que liga a ilha de Honshū com Hitsuishijima, no Japão.
Com um vão central de 940 metros e extensão de 1447 metros, é a 22° maior ponte suspensa do mundo. Por ela passa uma rodovia e uma linha férrea. Está situada ao norte da ponte Seto-Shuo Expressway. Faz parte do conjunto de pontes japonesas conhecidas como Pontes Seto-Ohashi.